# Sindrome cinese
Sindrome cinese (The China Syndrome) è un film del 1979 diretto da James Bridges.
La pellicola tratta dei pericoli dell'energia nucleare, e fu uno dei primi film di Michael Douglas assieme a un'attrice già affermata (e nota per le sue battaglie ambientaliste) come Jane Fonda e ad una "vecchia gloria" di Hollywood, Jack Lemmon.
Il film fu presentato in concorso al 32º Festival di Cannes; l'attore Jack Lemmon vinse il premio per la miglior interpretazione maschile.

## Trama
Durante un servizio documentaristico su una centrale nucleare da 800 MW di potenza situata a Ventana, Kimberley Wells (presentatrice televisiva), Richard (operatore televisivo indipendente) ed Hector (assistente al suono) assistono ad un incidente mentre si trovano all'interno dello spazio visitatori adiacente alla sala di controllo. Mentre Jack Godell, direttore della sala operativa, riesce a dominare l'emergenza, Richard riprende furtivamente l'evento con la propria cinepresa.
Tornati in redazione Kimberly informa il direttore di avere una notizia esclusiva da mandare in onda, ma il direttore della rete televisiva non consente la trasmissione del filmato, poiché negli Stati Uniti le riprese senza permesso all'interno delle centrali nucleari sono un reato penale. Richard disapprova la decisione del direttore (Don Jacovich) e lo accusa di cedere alle pressioni da parte della società che gestisce l'impianto. La mattina dopo, Richard sottrae il filmato e lo porta a supervisionare da un ingegnere nucleare, il quale gli rivela che durante l'incidente si era arrivati molto vicini alla fusione del nocciolo e che, se fosse avvenuta, avrebbe provocato un gravissimo incidente che avrebbe contaminato l'intera California. Sull'incidente, intanto, indaga una commissione federale che, fra il silenzio generale dei mass media, conclude rapidamente le indagini sentenziando che la crisi era stata gestita al meglio e la centrale poteva tornare immediatamente operativa. Kimberly e Richard sono convinti che questa frettolosa chiusura sia stata causata dalle pressioni esercitate dall'azienda proprietaria della centrale.
Intanto Jack Godell, nel corso di una verifica, si accorge di una perdita di liquido radioattivo dalla pompa che spinge l'acqua di raffreddamento verso il nocciolo. Controllando la documentazione riguardante le verifiche per la sicurezza dell'impianto, si accorge che molte radiografie delle saldature della pompa in questione erano state falsificate, sei anni prima. Godell denuncia al suo diretto superiore una grave mancanza di sicurezza e chiede che l'impianto sia chiuso e messo a norma, ma dato che questa operazione comporterebbe il fermo della centrale ed un costo di milioni di dollari, il suo allarme viene deliberatamente ignorato, e la centrale viene rimessa in esercizio come da programma.
In contatto con i giornalisti Kimberly e Richard, Godell si mette d'accordo per far pervenire le radiografie falsificate alla Commissione incaricata di rilasciare i permessi per la costruzione delle centrali nucleari. Ma il collaboratore dei due giornalisti incaricato di svolgere tale compito viene seguito dai sicari dell'azienda proprietaria della centrale che, con il loro pick-up, lo fanno uscire di strada e facendo così sparire le radiografie dal luogo dell'incidente.
Avvertito di ciò da Kimberly, Godell cerca di raggiungere egli stesso la sede della Commissione per testimoniare, ma durante il tragitto si accorge di essere pedinato e per seminare i suoi inseguitori guida fino alla centrale nucleare, dove essi non possono entrare. Qui scopre che il reattore è stato portato quasi al 100% della potenza, egli cerca quindi di far capire ai suoi colleghi che in tali condizioni di insicurezza portare il reattore alla massima potenza potrebbe significare incorrere di nuovo in un incidente. Questi, pensando fosse ubriaco, non gli danno ascolto e gli consigliano di tornare a casa a rilassarsi. Jack, esasperato dalla situzaione, sottrae la pistola ad una guardia, fa uscire dalla sala di controllo tutti, compreso il suo amico e collega Ted Spindler, e si chiude dentro minacciando di liberare gas radioattivi se non gli fosse stata concessa la possibilità di essere intervistato in diretta, così da far finalmente uscire dall'ombra le irregolarità da lui riscontrate. I dirigenti dell'azienda, davanti alle minacce di Godell, sono costretti ad accettare le sue richieste: Godell rivela in diretta televisiva che l'impianto aveva rischiato un grave incidente, ma viene preso dall'emozione e non riesce ad esporre con chiarezza il reale stato di insicurezza in cui versa la centrale nucleare e quindi il motivo del suo gesto. Nel frattempo, l'amministratore delegato dell'azienda richiede l'intervento di una squadra speciale della Polizia per forzare la porta della sala di controllo, e ordina ad un tecnico di provocare un allarme, in modo tale da distrarre Godell asserragliato nella sala di controllo. Al momento opportuno il collegamento delle telecamere viene interrotto e gli uomini della polizia irrompono nella sala controllo uccidendo Godell. In quel mentre la pompa difettosa (che nessuno aveva provveduto a sostituire) entra in avaria portando nuovamente la centrale vicina al disastro, ma ancora una volta il peggio viene scongiurato.
Approfittando della confusione, i dirigenti dell'azienda cercano di sminuire l'accaduto davanti alla folla di giornalisti accorsa sul luogo, dichiarando che un impiegato psicologicamente instabile e ubriaco si era appropriato della sala di controllo utilizzando un'arma, e per evitare rischi era stato prima assecondato e poi neutralizzato; inoltre, durante l'avvenimento, la centrale aveva subito solo leggeri danni e non c'era mai stato un rischio di fusione. Proprio quando l'interesse dei giornalisti presenti sembrava affievolirsi, e la figura di Godell destinata a passare alla cronaca come quella di un folle, Kimberly Wells attira l'attenzione su Ted, il quale dichiara al pubblico televisivo che Godell diceva il vero e che dovrà esserci un'inchiesta.

## Produzione

### Contesto
Come molti film statunitensi dell'epoca (per esempio Tutti gli uomini del presidente, Brubaker, Silkwood), questo è un film impegnato o di denuncia, in questo caso rispetto sia alla questione nucleare – da sempre al centro di proteste e contestazioni – sia riguardo al ruolo che i mass media giocano, in maniera determinante, nella formazione dell'opinione pubblica, specie quando sono sottoposti a censura o autocensura o pubblicano notizie menzognere.
Il film uscì nelle sale americane il 16 marzo 1979, 12 giorni prima dell'incidente di Three Mile Island, e questa eccezionale coincidenza fu una delle ragioni del grande successo del film.

### La sindrome cinese
Il titolo fa riferimento a una teoria secondo la quale, in caso di un incidente ad una centrale elettrica nucleare, in cui ci sia la fusione del nocciolo del reattore, niente riuscirebbe a fermarlo: fonderebbe fino alla base della centrale e oltre, perforando la crosta terrestre, «in teoria fino alla Cina». Nella spiegazione data nel film, l'effetto sarebbe impossibile perché, qualora il nocciolo fuso raggiungesse la falda acquifera sotterranea, esploderebbe nell'atmosfera, creando una nuvola radioattiva che con la ricaduta, a seconda della direzione del vento, ucciderebbe tutti nei dintorni provocando nei contaminati, a distanza di tempo, il cancro a tutti i sopravvissuti.
Come però si è osservato nell'incidente di Three Mile Island, avvenuto pochi giorni dopo l'uscita del film nelle sale americane, il nocciolo, parzialmente fuso, non perforò il pavimento degli edifici, non raggiunse la falda acquifera sotterranea e non esplose: il combustibile fuso si raccolse sul fondo del recipiente a pressione, mentre nel caso del disastro di Černobyl'  non ci fu la fusione del nocciolo, ma l'esplosione di natura chimica del reattore, con conseguente espulsione del materiale radioattivo. L'evoluzione dei due incidenti risultò molto diversa rispetto a quanto "previsto" dal film ed ebbe conseguenze per l'esterno molto differenti in conseguenza della presenza o assenza di strutture di contenimento adatte.
Il film, come già citato sopra, era uscito prima dell'incidente negli U.S.A. e prima delle catastrofi nucleari civili avvenute nell'ex Unione Sovietica nel 1986 e a Fukushima in Giappone nel 2011.

## Riconoscimenti
- 1980 – Premio Oscar
  - Candidatura al miglior attore protagonista a Jack Lemmon
  - Candidatura alla miglior attrice protagonista a Jane Fonda
  - Candidatura alla migliore sceneggiatura originale a Mike Gray, T.S. Cook e James Bridges
  - Candidatura alla migliore scenografia a George Jenkins e Arthur Jeph Parker

- 1980 – Golden Globe
  - Candidatura al miglior film drammatico
  - Candidatura al miglior regia a James Bridges
  - Candidatura al miglior attore in un film drammatico a Jack Lemmon
  - Candidatura alla miglior attrice in un film drammatico a Jane Fonda
  - Candidatura alla migliore sceneggiatura a Mike Gray, T.S. Cook e James Bridges

- 1980 – BAFTA
  - Miglior attore protagonista a Jack Lemmon
  - Miglior attrice protagonista a Jane Fonda
  - Candidatura al miglior film
  - Candidatura alla miglior sceneggiatura a Mike Gray, T.S. Cook e James Bridges

- 1979 – Festival di Cannes
  - Migliore interpretazione maschile a Jack Lemmon
  - Candidatura alla Palma d'oro a James Bridges

- 1980 – David di Donatello
  - Miglior attore straniero a Jack Lemmon

- 1979 – National Board of Review Awards
  - Migliori dieci film

- 1980 – American Movie Awards
  - Miglior sceneggiatura a James Bridges

- 1980 – DGA Award
  - Candidatura alla miglior regia a James Bridges

- 1980 – National Society of Film Critics Awards
  - Candidatura al miglior attore protagonista a Jack Lemmon

- 1980 – WGA Award
  - Miglior sceneggiatura originale a Mike Gray, T.S. Cook e James Bridges